# Демьяново (городской округ Клин)

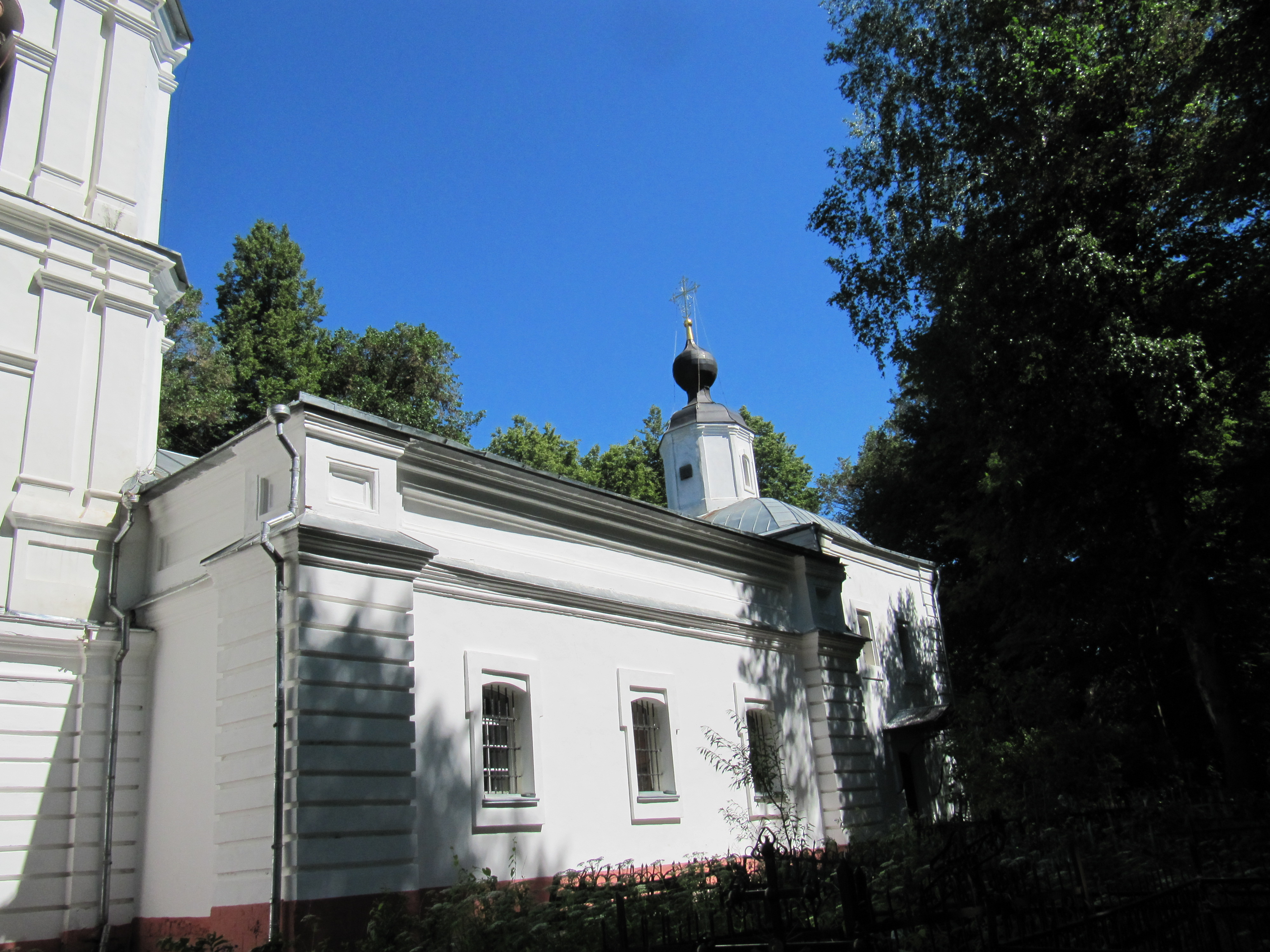
Церковь Успения Пресвятой Богородицы в Демьяново.

Демьяново — посёлок в Клинском районе Московской области, в составе городского поселения Клин. Население — 1 чел. (2010). До 2006 года Демьяново входило в состав Мисирёвского сельского округа. В посёлке действует Успенская церковь 1746 года постройки в ансамбле усадьбы Танеева Демьяново.

## Расположение
Посёлок расположен в центральной части района, фактически, в черте города Клин, на южной окраине, на левом берегу запруженной реки Сестра, высота центра над уровнем моря 181 м.

## Население
| 2002 | 2006 | 2010 |
| ---- | ---- | ---- |
| 0    | ↗1   | →1   |